# Etapas de la enfermedad
Las etapas de la enfermedad son las siguientes:
| Período               | Descripción |
| --------------------- | --- |
| Prepatogénico         | Ocurre antes de las manifestaciones clínicas y depende de las condiciones del medio ambiente, el agente y el huésped. Representan para el huésped los factores de riesgo, que pueden ser de dos clases: endógenos (condiciones genéticas, inmunitarias, anímicas, etc.) y exógenos (el medio ecológico, que depende del agente). Este período ocurre antes de la enfermedad, lo que nos permite saber cuando aparecerá para poder contrarrestarla. |
| Patogénico subclínico | Inicia cuando hay contacto entre el huésped y el agente. Hay lesiones anatómicas o funcionales, pero a un nivel insuficiente, por lo cual el paciente no se percata o si lo hace no acude al médico, ya que parece ser algo muy simple. |
| Prodrómico            | Aparecen los síntomas generales, y es difícil determinar qué patología afecta al huésped. |
| Clínico               | Aparecen los síntomas y signos específicos, lo que permite determinar la patología para curar al paciente y evitar secuelas. |
| De resolución         | Es la etapa final. La enfermedad desaparece, se vuelve crónica o el paciente fallece. |